# 栗原市立栗原西中学校
栗原市立栗原西中学校（くりはらしりつ くりはらにしちゅうがっこう）は、宮城県栗原市にある公立中学校である。

## 概要
生徒数減少に伴い、栗原市は学校再編を行い、一迫中学校と花山中学校を統合して栗原西中学校を新設した。

## 沿革
- 2012年（平成24年）4月1日 - 一迫中学校と花山中学校を統合し、新設の栗原西中学校が開校[2]

## 学区
- 旧一迫町、旧花山村